# Eine Stadt der Traurigkeit
Eine Stadt der Traurigkeit, auch Die Stadt der Traurigkeit (Originaltitel: chinesisch 悲情城市, Pinyin Bēiqíng Chéngshì, internationaler Titel: englisch A City of Sadness) ist ein taiwanischer Spielfilm von Hou Hsiao-Hsien aus dem Jahr 1989.
Die Familienchronik zeigt einen Abschnitt im Leben einer (fiktiven) einfachen Familie im ländlichen Taiwan ab 1945, deren Mitglieder zugleich Zeitzeugen einer bewegten Epoche waren. Der Zwischenfall vom 28. Februar 1947, bei dem zwischen 10.000 und 30.000 Zivilisten ums Leben kamen, war in Taiwan lange ein Tabuthema. Der zweieinhalb Stunden lange Film spielt eher in Innenräumen, die eigentlichen Vorfälle sind dabei nicht zu sehen.
Bei den Filmfestspielen von Venedig 1989 wurde Eine Stadt der Traurigkeit mit dem Goldenen Löwen ausgezeichnet.

## Handlung
Der Film beginnt mit der Radioansprache „Gyokuon-hōsō“ von Kaiser Hirohito zur Kapitulation Japans am 15. August 1945 und der Geburt des Sohnes von Wen-heung Lin während eines Stromausfalls (gedreht in Jiufen). Er wird den Namen Kang-ming (‚Licht‘) erhalten. Die Insel Taiwan war während der vergangenen 50 Jahre unter japanischer Herrschaft, bis die chinesische Kuomintang die Insel nach dem Zweiten Weltkrieg übernahm.
Wen-heung Lin als ältester der vier Brüder der Familie Lin tauft sein vormals im japanischen Stil gehaltenes Lokal „Klein Shanghai“, um vom Aufschwung nach dem Krieg zu profitieren. Charakterlich lautstark und der angehende Patriarch, aber er ist auch der einzige, der das Grab der Mutter regelmäßig besucht. Bei einem Umtrunk sinnieren sie über die überholten Flaggen, die jetzt nur noch als Unterwäsche taugen, und sie singen am offenen Fenster. Der zweite Bruder gilt seit dem Krieg als auf den Philippinen vermisst. Der dritte Bruder, aus Shanghai zurückgekehrt und von einem Nervenzusammenbruch genesen, lässt sich mit Shanghaier Zigarettenschmugglern ein. Als der älteste davon Wind bekommt, nimmt er die meiste Ware an sich und verbietet ihm die unsauberen Geschäfte. Die Kriminellen spielen ihre militärischen Verbindungen gegen den dritten Bruder aus, der als japanischer Kollaborateur angeklagt und eingekerkert wird. Als Wen-heung die Streitigkeiten mit den Shanghaiern beilegt, kann der dritte Bruder entlassen werden, kehrt aber als körperliches und psychisches Wrack zurück. Der jüngste Bruder, Wen-ching, ist taubstumm und fotografiert gelegentlich und hofft auf ein Fotostudio. Im Unterschied zu seinen Brüdern ist er kein Analphabet.
Wen-ching und seine jungen Kameraden sind überzeugt, der Sozialismus könnte für die Taiwaner ein optimales Werkzeug sein, Kolonialisten zurückzudrängen. Festlandchinesen gegenüber kochen Ressentiments hoch, Japaner werden vertrieben. Im Hospital ist eine Radioansprache von Chen Yi zu hören. Das Blutvergießen des Zwischenfalls vom 28. Februar, der Umschwung in der allgemeinen sozialen Lage und die Teuerung prägen das Leben der Familie. Der taubstumme Wen-ching wird mit Freunden verhaftet. Die Schüsse der Exekution eines Zellengenossen hört er nicht. Er überbringt der Witwe später seinen letzten Willen. Sein bester Freund Hinoe musste aufgrund seiner oppositionellen Verbindungen in die Berge flüchten und sich der Guerilla anschließen. Wen-ching folgt ihm und möchte partizipieren, lässt sich aber überzeugen, in der Heimat zu bleiben und für Hinoes Schwester, die Krankenschwester Hinomi, zu sorgen.
Später stirbt der älteste Bruder in einem Kampf mit einem Kriminellen. Kurz nach dessen Beerdigung heiraten Wen-ching und Hinomi zeremoniell, indem sie sich am Familienschrein voreinander und vor den Vorfahren verbeugen, und bald bekommen sie einen Sohn. Sie erhalten einen Brief sehr traurigen Inhalts: wohl, dass Hinoes Kommune aufgeflogen ist und alle verhaftet wurden, oder Schlimmeres („Weißer Terror“). Der technische Fortschritt und die entstehende Infrastruktur im neuen Land zeigen sich an der Eisenbahn. Der Film schließt 1949 mit einem pessimistischen Blick auf die kläglichen Überreste der Familie Lin, deren Kampf um den einfachsten Lebensunterhalt weitergehen wird. Der Großvater speist mit Wen-leung und den Jüngsten.
Die nationalchinesische Regierung geht wegen Mao nach Taipeh. Das Kriegsrecht bleibt in Kraft bis zum 15. Juli 1987.

## Kritiken

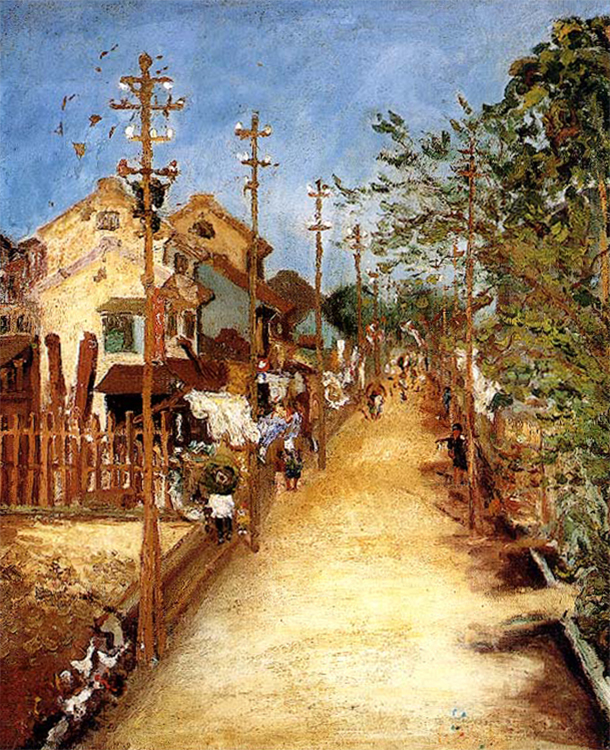
Chen Cheng-po: Außerhalb der Chiayistraße. 1926, Öl auf Leinwand.

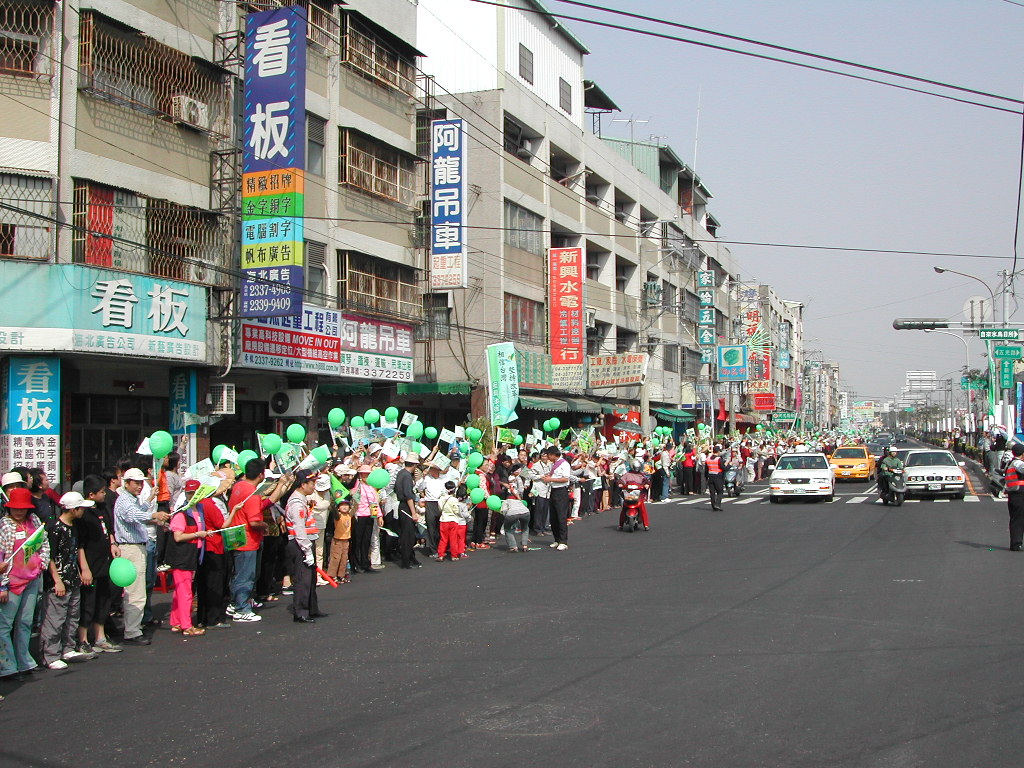
228-Hand-in-Hand-Kundgebung 2004

„Ein ebenso behutsam wie souverän entwickelter, facettenreicher ‚Heimatfilm‘, der weniger daran interessiert ist, die historischen Zusammenhänge zu rekonstruieren, als auf einfühlsame Weise deren Auswirkungen auf die Menschen und ihre Empfindungen bis in die Gegenwart darzustellen.“

„nicht leicht verständlich beim ersten Anschauen. […] nur zum Teil, weil er so spezifisch taiwanische Angelegenheiten behandelt […] Man muss nur seinen Metabolismus herunterkühlen, sich der Geschwindigkeit und den Bildern ergeben, und dem, was an Information auf der Leinwand ist. […Hou] erlaubt es dem Moment, aufzublühen“

„es gibt keine Höhepunkte […] Die Kamera zeichnet einfach auf […] Alles ist relevant“

„[ein] Film, der unabhängig vom Zuschauer zu existieren scheint, geschlossen in seiner Beschwörung von Zeit und Ort.“

„Eine fast hypnotische Präzision […] das genaue Gegenteil von verfilmter Historie. Geschichte fließt bei ihm als Summe von privaten Momenten und Stimmungen in die Bilder ein.“

„Hou ist kein Propagandist des Allgemeinen, sondern ein detailsüchtiger Chronist des Besonderen. […] Bilder, die als atmosphärischer Nachklang wirken, wie eine Verwunderung darüber, daß alles fließt, vieles sich wiederholt […] Die poetische Aura des Einfachen entspringt in Hous Filmen seinem dramaturgischen Prinzip, die einzelnen Aufnahmen nicht in eine kontinuierliche Abfolge zu zwingen, sondern einfach für sich stehen zu lassen.“

„Geschichte erkennt man nicht immer, wenn man sie sieht.“

„Die Narration dieser Filme ist sehr stark de-dramatisiert […] eine höchst eigentümliche Mischung des Epischen und des Intimen […] Hous Fokus liegt immer auf den Menschen vor und über der Politik […] diese Leute sind im Herz der Geschichte und in dem des Films“

## Hintergründe
Die Produktion und vor allem der Erfolg des Films belebte die zeitweise nahezu vergessene Goldstadt Jiufen als Touristenattraktion wieder.
Durchschnittliche Einstellungslänge (ASL): 43 Sekunden. Es gibt keine einzige wirkliche Nahaufnahme in dem Film. Wegen der Sprachvielfalt sehen auch Chinesen den Film mit Untertiteln.
Hou hat nach eigener Einschätzung überhaupt nie den internationalen Markt im Auge gehabt.
Welturaufführung war am 4. September 1989 auf den Filmfestspielen Venedig. Erstaufführung in der Bundesrepublik Deutschland war am 26. März 1992, die Erstausstrahlung im Fernsehen fand am 17. Oktober 1995 auf 3sat statt.
Der Taz sagte der Filmemacher: „Man trifft überall auf eine melancholische Grundstimmung, ob in den Familien oder auf den Straßen. Ohne dass man es merkt, hat man diesen traurigen Grundton einfach in den Knochen, wenn man in Taiwan aufgewachsen ist.“

## Auszeichnungen und Nominierungen
Internationale Filmfestspiele von Venedig 1989
- Goldener Löwe für Hou Hsiao-Hsien

Independent Spirit Awards 1991
- Nominierung Independent Spirit Award in der Kategorie Best Foreign Film für Hou Hsiao-Hsien

Kinema Junpo Awards 1991
- Kinema Junpo Award in der Kategorie Best Foreign Language Film für Hou Hsiao-Hsien

Mainichi Eiga Concours 1999
- Preis in der Kategorie Best Foreign Language Film für Hou Hsiao-Hsien

Political Film Society 1990
- Special Award

Fünftbester chinesischer Film aller Zeiten bei den 24. Hong Kong Film Awards 2005.